# Багликов, Николай Тимофеевич
Николай Тимофеевич Багликов (12.04.1903, Алушта — 6 июля 1942, Кастель (гора)) — советский патриот, директор санатория «Металлист», в годы Великой Отечественной войны партизан-разведчик Алуштинского партизанского отряда. В ходе разведки погиб в бою с карателями вместе с М. Я. Глазкрицким. Награждён орденом Красного Знамени посмертно. Могила партизан — объект культурного наследия регионального значения.

## Биография

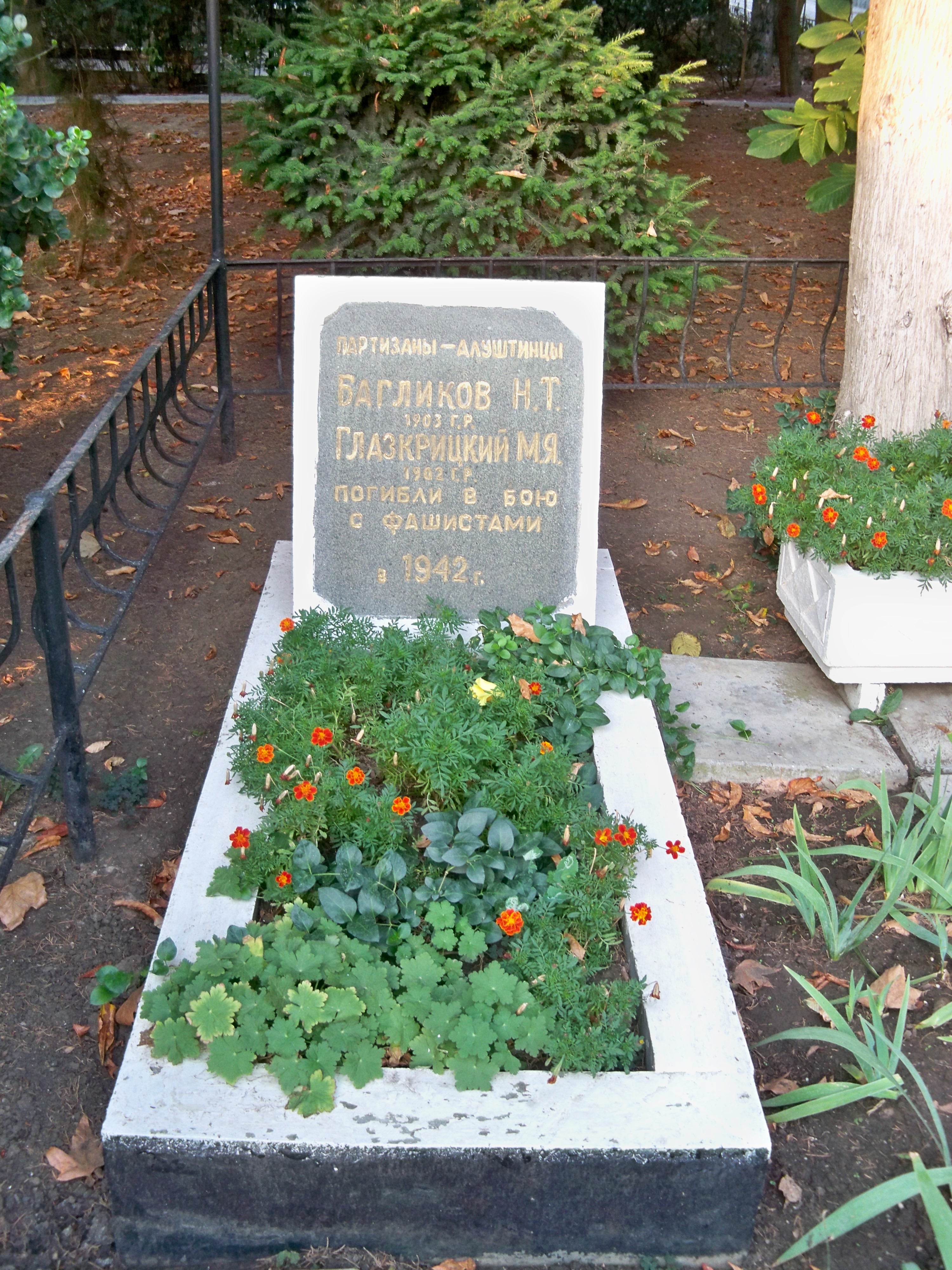
Могила партизан Н. Т. Багликова и М. Я. Глазкрицкого в Приморском парке.
.

Николай Тимофеевич родился в 1903 или по другим данным 1901 году в Алуште, старший сын революционера, члена Алуштинского Совета Т. Г. Багликова, погибшего от рук контрреволюционеров в апреле 1918 года. Николай Багликов окончил земскую начальную школу, работал по найму, был кровельщиком, маляром, служил в РККА. В 1931 году вступил в алуштинский рыболовецкий колхоз «Путь к социализму». В том же году его избрали председателем профкома союза строителей. Последняя его должность до войны — директор санатория «Металлист». Был членом ВКП(б). Войну Николай Тимофеевич встретил в 15-м истребительном батальоне (с июля 1941) и вместе с ним влился в Алуштинский партизанский отряд (с октября 1941). Алуштинский партизанский отряд (командир — директор винсовхоза «Кастель» С. Е. Иванов, комиссар — секретарь райкома партии В. С. Еременко). Отряд вошёл в состав 3-го партизанского района под командованием Г. Л. Северского. Багликов готовил базы отряда. По воспоминаниям партизан «был худощав и высок».
Знаток леса, в зиму 1941—1942 организовал бригаду партизан-охотников, добыча которой спасла многих от голодной смерти. Участник четырёх больших боёв против немецких карательных отрядов. В боях и операциях проявил храбрость, мужество и отвагу, был примером для других бойцов. Особенно отличился в боях с немецкими оккупантами 26 ноября 1941 года и 3 декабря 1941 года у лагеря отряда на склонах горы Ай-Йори. В 1968 году здесь был установлен памятный знак. Н. Т. Багликов вместе с М. Я. Глазкрицким совершил 15 глубоких разведок в тыл врага, откуда доставили весьма ценные разведданные о противнике.
Враг укреплял береговую линию. В районе Рабочего уголка в Алуште были установлены доты, проволочные и минные заграждения. На горе Кастели появились артиллерия, прожекторные установки. В апреле 1942 года из Севастополя поступило задание: установить точное местонахождение немецкого центрального пульта управления прожекторами, расположенных в Рабочем уголке, которые высвечивали идущие в Севастополь мимо алуштинских берегов транспорты — наводили на цель дальнобойную артиллерию. Получить данные об этом укрепрайоне было поручено разведчикам М. Глазкрицкому, Д. Вознякову и Д. Овсянникову. Операция удалась, но при её выполнении погибли Возняков и Овсянников. Вскоре авиация нанесла по позиции бомбовый удар.
Летом 1942 года М. Глазкрицкий и Н. Багликов выполняли очередное задание по разведке побережья. На южных склонах горы Кастель 6 июля 1942 года (в Книге Памяти РК указано 16 июня) они были выслежены предателями из местного населения и окружены карателями. Отстреливаясь они пытались прорваться сквозь вражеский заслон. Автоматной очередью был сражён Н. Т. Багликов; у М. Я. Глазкрицкого остались нож и ракетница, патроны и гранаты кончились. В ход была пущена ракетница. До ножа дело не дошло, его в упор расстреляли каратели. Оба тела были раздеты и закопаны в мусорной яме.
В феврале 1945 года при большом стечении народа в Приморском парке состоялось перезахоронение партизан Н. Т. Багликова, и М. Я. Глазкрицкого. Прах их покоится в одной могиле.

## Семья
Отец — Тимофей Гаврилович Багликов (1878 — 24 апреля 1918) — русский революционер, участник установления Советской власти в Алуште. Во время контрреволюционного мятежа в апреле 1918 года был захвачен крымскотатарскими националистами вместе с членами Совета Народных Комиссаров Советской Социалистической Республики Тавриды и казнён 24 апреля 1918 года. В честь него в Алуште названа улица и ныне исчезнувшее село в Красногвардейском районе Крымской области. Памятник — объект культурного наследия регионального значения.

## Награды
24 октября 1942 года был награждён орденом Красного Знамени посмертно.

## Память
После войны перезахоронен в Приморском парке Алушты, невдалеке от могилы отца. В 1945 году на их могиле сооружен памятник. Автор памятника не известен. В 1967 году ранее установленный памятник был заменен на надгробную плиту прямоугольной формы из полированного диорита размером 0,5 х 0,7 м.  На каменной плите надпись: «Партизаны-алуштинцы Багликов Н. Т., Глазкрицкий М. Я. Погибли в бою с фашистами в 1942 г.». Ныне могила партизан Н. Т. Багликова и М. Я. Глазскрицкого — объект культурного наследия народов России регионального значения.
Писатель С. Н. Сергеев-Ценский, вернувшись из эвакуации в Рабочий уголок, на даче Бекетова создал пьесу «Предатель», построенную на крымском материале, посвященную подвигу партизан-разведчиков М. Я. Глазкрицкого и Н. Т. Багликова.
На доме в Алуште, где в 1931—1941 годах проживал Н. Т. Багликов установлена мемориальная доска.